# Christian-Gérard
Pour les articles homonymes, voir Christian Gérard.
Christian-Gérard, de son vrai nom Christian Gérard Mazas, est un acteur et metteur en scène français né le 4 octobre 1903 à Paris 18e et mort le 27 juillet 1984 à Nice (Alpes-Maritimes).

## Théâtre

### En tant que comédien
- 1932 : Mademoiselle de Jacques Deval, mise en scène Jacques Baumer, théâtre Saint-Georges
- 1934 : Les Temps difficiles d'Édouard Bourdet, théâtre de la Michodière
- 1934 : Le Nouveau Testament de Sacha Guitry, mise en scène de l'auteur, théâtre de la Madeleine
- 1935 : Les Joies du Capitole opérette de Jacques Bousquet, Albert Willemetz, musique Raoul Moretti, théâtre de la Madeleine
- 1936 : Christian d'Yvan Noé, théâtre des Variétés
- 1937 : Bureau central des idées d'Alfred Gehri, mise en scène Louis Tunc, théâtre de la Michodière
- 1945 : Le Fleuve étincelant de Charles Morgan, mise en scène Jean Mercure, théâtre Pigalle
- 1946 : Charivari Courteline d'après Georges Courteline, mise en scène Jean Mercure, théâtre des Ambassadeurs
- 1948 : La Ligne de chance d'Albert Husson, mise en scène Michèle Verly, Théâtre Gramont

### En tant que metteur en scène
- 1946 : César de Marcel Pagnol, théâtre des Variétés
- 1947 : Mort ou vif de Max Régnier, théâtre de l'Étoile
- 1950 : Jeff de Raoul Praxy, théâtre de l'Ambigu
- 1950 : Mon bébé de Maurice Hennequin d'après Baby mine de Margaret Mayo, théâtre de la Porte-Saint-Martin
- 1950 : Les Héritiers Bouchard de Max Régnier, théâtre de la Porte-Saint-Martin
- 1950 : Le Complexe de Philémon de Jean Bernard-Luc, théâtre Montparnasse
- 1951 : Cucendron ou la pure Agathe de Robert Favart, théâtre Saint-Georges
- 1951 : Le Congrès de Clermont-Ferrand de Marcel Franck, théâtre de la Potinière
- 1951 : La Cuisine des anges d'Albert Husson, théâtre des Célestins, à Lyon, création
- 1952 : La Cuisine des anges d'Albert Husson, théâtre du Vieux-Colombier
- 1952 : Back Street de Michel Dulud, théâtre Fontaine
- 1952 : La Duchesse d'Algues de Peter Blackmore, théâtre Michel
- 1952 : Zoé de Jean Marsan, Comédie Wagram
- 1952 : On ne voit pas les cœurs d'André Chamson, théâtre Charles-de-Rochefort
- 1953 : Les Pavés du ciel d'Albert Husson, théâtre des Célestins
- 1953 : Hamlet de Tarascon de Jean Canolle, théâtre La Bruyère
- 1954 : Carlos et Marguerite de Jean Bernard-Luc, théâtre de la Madeleine
- 1954 : Le Coin tranquille de Michel André, théâtre Michel
- 1955 : José de Michel Duran, théâtre des Nouveautés
- 1955 : La Grande Felia de Jean-Pierre Conty, théâtre de l'Ambigu
- 1955 : La Cuisine des anges d'Albert Husson, théâtre Édouard VII puis théâtre des Célestins
- 1956 : Les Trois Messieurs de Bois-Guillaume de Louis Verneuil, théâtre des Célestins
- 1956 : La Nuit du 4 août d'Albert Husson, théâtre Édouard VII
- 1956 : Virginie de Michel André, théâtre Daunou
- 1956 : Ce soir je dîne chez moi de Clare Kummer, Comédie-Wagram
- 1957 : Trois Souris aveugles d’Agatha Christie, théâtre de la Renaissance
- 1958 : Les Parisiens d'Irène Strozzi et Jean Parédès, théâtre de l'Œuvre
- 1958 : Virginie de Michel André, théâtre Michel
- 1958 : Les portes claquent de Michel Fermaud, théâtre Daunou
- 1959 : Trésor Party de Bernard Régnier d'après un roman de P.G. Wodehouse, théâtre La Bruyère
- 1960 : Boeing Boeing de Marc Camoletti, Comédie-Caumartin
- 1960 : Les femmes veulent savoir de Jacques Glaizal et Anne Blehaut, théâtre des Arts
- 1961 : Niki-Nikou de Jacques Bernard, théâtre de la Potinière
- 1961 : Alcool de Jacques Robert, théâtre de l'ABC
- 1962 : Les hommes préfèrent les blondes de Anita Loos, théâtre des Arts
- 1963 : Le Complexe de Philémon de Jean Bernard-Luc, Comédie des Champs-Élysées
- 1963 : Des enfants de cœur de François Campaux, théâtre Michel
- 1964 : Des enfants de cœur de François Campaux, théâtre de l'Ambigu
- 1964 : Les Cavaleurs de Gaby Bruyère, théâtre de la Potinière
- 1965 : Jamais trop tard de Arthur Long Summer, théâtre des Arts
- 1965 : Des enfants de cœur de François Campaux, théâtre des Arts
- 1966 : Baby Hamilton de Maurice Braddell et Anita Hart, théâtre de la Porte-Saint-Martin
- 1966 : La Bonne Adresse de Marc Camoletti, théâtre des Nouveautés
- 1967 : L'erreur est juste de Jean Paxet, théâtre des Arts
- 1968 : Des enfants de cœur de François Campaux, théâtre Édouard VII

## Filmographie

### Cinéma

#### En tant qu'acteur
- 1922 : La Femme de nulle part de Louis Delluc (sous réserves)
- 1927 : L'Occident de Henri Fescourt
- 1928 : L'Âme de Pierre de Gaston Roudès
- 1928 : Les Nouveaux Messieurs de Jacques Feyder
- 1928 : La Princesse Mandane de Germaine Dulac
- 1928 : La Symphonie pathétique de Henri Etievant et Mario Nalpas
- 1932 : Le Fils improvisé de René Guissart
- 1932 : La Merveilleuse Journée de Robert Wyler et Yves Mirande
- 1932 : L'Aimable Lingère, court métrage de Émile-Bernard Donatien
- 1933 : La Poule de René Guissart : Lahoche
- 1933 : Charlemagne de Pierre Colombier : Bardac
- 1933 : L'Épervier de Marcel L'Herbier
- 1934 : Jeanne de Georges Marret
- 1934 : Maître Bolbec et son mari de Jacques Natanson : Valentin
- 1935 : Dora Nelson de René Guissart : Raoul d'Aubigny
- 1935 : Valse royale de Jean Grémillon : Pilou
- 1936 : Anne-Marie de Raymond Bernard : l'amoureux
- 1936 : Le cœur dispose de Georges Lacombe
- 1936 : Le Nouveau Testament de Sacha Guitry et Alexandre Ryder : Fernand Worms
- 1936 : La Vie parisienne de Robert Siodmak : Georges
- 1936 : Samson de Maurice Tourneur : Max d'Audeline
- 1936 : Mon cousin de Marseille moyen métrage de Germain Fried
- 1937 : Paris de Jean Choux : Coco
- 1937 : Le Petit Bateau court métrage de Pierre Ramelot
- 1938 : La Cité des lumières de Jean de Limur
- 1939 : Le Café du port de Jean Choux : Xavier Lahurque
- 1939 : Ma tante dictateur de René Pujol : Guy Leroy
- 1940 : Le Café du port de Jean Choux
- 1941 : Boléro de Jean Boyer : Paul Bardot
- 1942 : Le Prince charmant de Jean Boyer : Arsène
- 1942 : Frédérica de Jean Boyer : un ami de Gilbert
- 1942 : Signé illisible de Christian Chamborant : Léon Tourlet
- 1943 : Le Colonel Chabert de René Le Hénaff
- 1948 : Mort ou vif de Jean Tedesco

### Télévision

#### En tant que metteur en scène
- Au théâtre ce soir, réalisation Pierre Sabbagh, théâtre Marigny
  - 1966 : Virginie de Michel André
  - 1966 : La Cuisine des anges d'Albert Husson
  - 1966 : Les portes claquent de Michel Fermaud (également acteur : le père)
  - 1967 : José de Michel Duran
  - 1967 : Auguste de Raymond Castans
  - 1969 : Ombre chère de Jacques Deval
  - 1970 : Je l'aimais trop de Jean Guitton